# Dérégulation
Dérégulation (du latin de, préfixe de cessation, et regula, règle, loi) est un synonyme de déréglementation bien que le sens donné aujourd'hui à ce mot en l'affranchissant de son sens étymologique soit celui de supprimer la régulation d’un secteur économique, par exemple les autorités de régulation, ou bien à libérer davantage les prix, par rapport à la situation précédente.
Le but est d’encourager la concurrence et l’innovation. Elle est vivement contestée par les altermondialistes qui considèrent qu'il y a là une concession consciente des États au pouvoir du seul marché, au détriment de leur rôle social.